# هاربر هیلز (نیویورک)
هاربر هیلز (به انگلیسی: Harbor Hills) یک منطقهٔ مسکونی در ایالات متحده آمریکا است که در شهرستان نساو، نیویورک واقع شده‌است. هاربر هیلز ۰٫۵ کیلومتر مربع مساحت و ۵۷۵ نفر جمعیت دارد و ۲۲ متر بالاتر از سطح دریا واقع شده‌است.